# Wilhelm von Linger
Hans Wilhelm Karl von Linger (* 4. März 1794 in Berlin; † 20. Januar 1871 in Berlin) war ein preußischer Generalleutnant und Inspekteur der 3. Artillerie-Inspektion.

## Leben

### Herkunft
Die Familie erhielt 1705 durch den Artilleriegeneral Christian Nicolaus von Linger den Adel. Der Neffe des Generals, Oberst Peter Salomon von Linger, war der Großvater des Generalleutnants. Wilhelm war der Sohn des preußischen Kapitäns der Artillerie Karl Wilhelm von Linger (1757–1805) und dessen Ehefrau Karoline Amalie Elisabeth, geborene Eltester (1766–1822).

### Militärkarriere
Linger trat am 1. August 1811 als Kanonier in die Brandenburgische Artilleriebrigade der Preußischen Armee ein und avancierte bis Ende Februar 1813 zum Sekondeleutnant. Während der Befreiungskriege kämpfte er in den Schlachten bei Großgörschen, Bautzen, Dresden, Kulm und Leipzig. Für Montmirail erhielt Linger das Eiserne Kreuz II. Klasse. Ferner nahm er an den Gefechten bei Pirna, Nollendorf sowie der Belagerung von Erfurt teil.
Am 23. Mai 1816 wurde er Premierleutnant und Adjutant der Garde-Artillerie-Brigade. Nachdem Linger am 14. April 1818 von dieser Stellung entbunden worden war, stieg er Ende des Monats zum Kapitän auf. Er wurde am 11. Januar 1820 dann als Artillerieoffizier vom Platz nach Schweidnitz versetzt, kehrte Mitte März 1826 wieder zur Garde-Artillerie-Brigade zurück und von dort kam er am 15. Februar 1827 in die Artillerieabteilung des Kriegsministeriums. Dort wurde er am 19. April 1832 mit Patent vom 3. Mai 1832 zum Major befördert und am 7. November 1834 der Garde-Artillerie-Brigade aggregiert. Er wurde dann am 23. April 1836 als Abteilungskommandeur zur 1. Artillerie-Brigade versetzt und in dieser Stellung am 7. April 1842 zum Oberstleutnant befördert. Am 25. Februar 1843 kam er in die Garde-Artillerie-Brigade und war als Mitglied der Prüfungskommission für Premierleutnants der Artillerie. Daran schloss sich ab dem 26. Oktober 1843 eine Verwendung als Vorsteher der Artillerieabteilung im Kriegsministerium sowie am 22. März 1846 die Beförderung an. Als solcher wurde Linger am 4. Mai 1848 der Garde-Artillerie-Brigade aggregiert und zum Inspekteur der Artilleriewerkstätten ernannt. Zugleich war er ab dem 22. Juni 1848 auch Mitglied der Artillerie-Prüfungskommission.
Am 16. Juni 1850 wurde Linger zum Kommandanten von Danzig ernannt und am 19. April 1851 zum Generalmajor befördert. Am 18. Mai 1854 wurde er zum Inspekteur der 3. Artillerie-Inspektion ernannt und am 13. Juli 1854 zum Generalleutnant befördert. Linger nahm am 2. April 1857 seinen Abschied mit Pension. Anlässlich der Krönung von Wilhelm I. wurde er am 18. Oktober 1861 mit dem Roten Adlerorden I. Klasse mit Eichenlaub ausgezeichnet und dann am 24. Dezember 1864 mit seiner Pension zur Disposition gestellt. Er starb am 20. Januar 1871 in Berlin und wurde am 24. Januar 1871 auf dem Invalidenfriedhof beigesetzt.

### Familie
Linger heiratete am 19. Juli 1818 in Berlin Friederike Amalie Marie Gericke (1797–1864), die zweite Tochter des Rentiers Gericke. Das Paar hatte mehrere Kinder:
- Wilhelmine Amalie Marie (* 1819)
- Sophie Mathilde (* 1820) ⚭ 1846 Julius Wolff (1812–1905), preußischer Generalleutnant, ab 1873 Wolff von Linger
- Klara Elisabeth (1822–1884) ⚭ 1850 Heinrich Raude († 1876), Rechtsanwalt
- Agnes Elise (* 1826)
- Eduard Karl (1829–1887), Sekondeleutnant a. D.